# Mount Metschel
Mount Metschel ist ein markanter, unvereister und 1845 m (nach neuseeländischen Angaben 1843 m) hoher Berg im ostantarktischen Viktorialand. Er ragt 6 km südöstlich des Angino Buttress und der Skelton-Eisfälle auf.
Der United States Geological Survey kartierte ihn anhand eigener Vermessungen und Luftaufnahmen der United States Navy. Das Advisory Committee on Antarctic Names benannte ihn 1965 nach John James Metschel (1923–1963), Kommandant der USS Staten Island bei der Operation Deep Freeze des Jahres 1963, der am 15. Oktober 1963 bei einem Erkundungsflug per Hubschrauber in der Arktis ums Leben gekommen war.